# Kvinnoorganisationernas centralförbund
Kvinnoorganisationernas centralförbund (finska: Naisjärjestöjen keskusliitto, NJKL), är ett tvåspråkigt och politiskt obundet centralförbund i Finland. 
Centralförbundet, som bildades i Helsingfors 1911, verkar för mänskliga rättigheter och i synnerhet för jämställdhet mellan könen, särskilt på finländska arbetsplatser, och motarbetar våld mot kvinnor, kvinnohandel och prostitution. Centralförbundet har 61 medlemsorganisationer med totalt ungefär 400 000 medlemmar (2010). Verksamheten finansieras av undervisningsministeriet, privata stiftelser, medlemsorganisationer och näringslivet. Centralförbundet är anslutet till Kvinnoorganisationer i samarbete och genom denna organisation till European Women's Lobby.